# From the Muddy Banks of the Wishkah
From the Muddy Banks of the Wishkah (en español: De las orillas fangosas del Wishkah) es el segundo álbum en vivo del grupo musical estadounidense de grunge Nirvana (el segundo después de la muerte de Kurt Cobain), una compilación de varios directos realizados entre los años 1989 y 1994. El álbum fue publicado el 1 de octubre de 1996.

## Significado
From the Muddy Banks of the Wishkah fue el segundo álbum lanzado después de la muerte del cantante y guitarrista Kurt Cobain en abril de 1994. Fue compilado por el bajista Krist Novoselic que también escribió la nota en el cuadernillo. Novoselic, junto al baterista Dave Grohl, quisieron lanzar un álbum en vivo en 1994, para acompañar lo que se convirtió en MTV Unplugged in New York en un álbum doble pero estaban emocionalmente impedidos para compilarlo poco después de la muerte de Kurt. El álbum abrió en el número 1 en Billboard 200 con ventas totales de 5 millones.

## Lista de canciones
Todas las canciones escritas por Kurt Cobain salvo donde sea indicado
1. «Intro» - 0:52
2. «School» - 2:40
3. «Drain You» - 3:34
4. «Aneurysm» - 4:31 (Cobain/Grohl/Novoselic)
5. «Smells Like Teen Spirit» - 4:47 (Cobain/Grohl/Novoselic)
6. «Been a Son» - 2:07
7. «Lithium» - 4:10
8. «Sliver» - 1:55
9. «Spank Thru» - 3:10
10. «Scentless Apprentice» - 3:31 (Cobain/Grohl/Novoselic)
11. «Heart-Shaped Box» - 4:41
12. «Milk It» - 3:45
13. «Negative Creep» - 2:43
14. «Polly» - 2:30
15. «Breed» - 3:28
16. «tourette's» - 1:55
17. «Blew» - 3:36
18. «Untitled» (Varias tomas de conciertos, sólo incluidas en el lado 4 de la versión de vinilo) - 5:47

## Sencillos
Ningún sencillo comercial fue lanzado para el álbum, pero singles promocionales fueron enviados para algunas canciones, incluyendo «Aneurysm» (Estados Unidos, Reino Unido, y Australia), «Drain You» (Estados Unidos), «Lithium» (Holanda), «Smells Like Teen Spirit» (España y Francia), «Heart-Shaped Box» (Australia), y «Polly» (Australia).

### Posiciones
| Año  | Canción  | Lista                                         | Posición |
| ---- | -------- | --------------------------------------------- | -------- |
| 1996 | Aneurysm | Canciones de Rock Mainstream (Estados Unidos) | 11       |
| 1996 | Aneurysm | Canciones de Rock Moderno (Estados Unidos)    | 13       |
| 1996 | Aneurysm | Triple J Hot 100 (Australia)                  | 45       |

## Posición en listas
| Año  | Álbum                               | Lista                                      | Posición |
| ---- | ----------------------------------- | ------------------------------------------ | -------- |
| 1996 | From the Muddy Banks of the Wishkah | Billboard 200                              | N.º 1    |
| 1996 | From the Muddy Banks of the Wishkah | Lista oficial de álbumes en Nueva Zelanda  | N.º 2    |
| 1996 | From the Muddy Banks of the Wishkah | Lista oficial de álbumes en Finlandia      | N.º 2    |
| 1996 | From the Muddy Banks of the Wishkah | Lista oficial de álbumes en el Reino Unido | N.º 3    |
| 1996 | From the Muddy Banks of the Wishkah | Lista oficial de álbumes en Austria        | N.º 3    |
| 1996 | From the Muddy Banks of the Wishkah | Lista oficial de álbumes en Hungría        | N.º 4    |
| 1996 | From the Muddy Banks of the Wishkah | Lista oficial de álbumes en Suecia         | N.º 6    |
| 1996 | From the Muddy Banks of the Wishkah | Lista oficial de álbumes en Francia        | N.º 7    |
| 1996 | From the Muddy Banks of the Wishkah | Lista oficial de álbumes en España         | N.º 7    |
| 1996 | From the Muddy Banks of the Wishkah | Lista oficial de álbumes en Noruega        | N.º 8    |
| 1996 | From the Muddy Banks of the Wishkah | Lista oficial de álbumes en Suiza          | N.º 9    |
| 1996 | From the Muddy Banks of the Wishkah | Lista oficial de álbumes en Holanda        | N.º 11   |
| 1996 | From the Muddy Banks of the Wishkah | Lista oficial de álbumes en Japón          | N.º 12   |
| 1996 | From the Muddy Banks of the Wishkah | Lista oficial de álbumes en Alemania       | N.º 38   |

## Menciones
- N° 14 en Los mejores álbumes de 1996 por Spin (2014)
- N° 9 en Los mejores álbumes del año - selección de los críticos por Rolling Stone (1996)

## Certificaciones
Estados Unidos:  1.300.000
 Canadá: 2x 200.000
 Nueva Zelanda:  15.000
 Australia:  70.000
 Francia: 2x 200.000
 Argentina:  30.000
 Japón:  100.000
 Austria:  25.000
 Bélgica:  25.000
 España:  50.000
 Reino Unido:  100.000

## Box set
En 1996, una caja recopilatoria de edición limitada (3.000 copias) que contenía los sencillos promocionales de «Aneurysm», «Heart-Shaped Box» y «Polly» fue lanzado únicamente en Australia. El box set también incluía Nevermind It's an Interview, un disco promocional de una entrevista lanzado por primera vez en 1992.

## Personal

### Banda
- Kurt Cobain - Guitarra, Voz
- Krist Novoselic - Bajo, Nota en el cuadernillo
- Dave Grohl - Batería, 2.ª voz
- Chad Channing - Batería en 1, 14 y 15
- Pat Smear - Guitarra, 2.ª voz en 8, 10 , 11 y 12

### Producción
- Robert Fisher - Diseño
- Lisa Johnson - Fotografía
- Mark Kates - Fotografía
- Scott Litt - Ingeniero
- Bob Ludwig - Masterización
- Kevin Mazur - Fotografía
- Craig Montgomery - Ingeniero
- Charles Peterson - Fotografía
- Shauna O'Brien - Productora, coordinación de producción
- Craig Overbay - Ingeniero
- Diane Stata - Productora, coordinación de producción
- Andy Wallace - Ingeniero, Mezcla

## Grabación del álbum
Teatro Astoria, Londres, Reino Unido, 3 de diciembre de 1989
- Canciones: «Intro», «Polly» y «Breed»
- Grabado por: Craig Montgomery

Teatro Paramount, Seattle, Washington, Estados Unidos, 31 de octubre de 1991
- Canción: «Negative Creep»
- Grabado y mezclado por: Andy Wallace

Teatro Castelo, Roma, Italia, 19 de noviembre de 1991
- Canciones: «Spank Thru»
- Grabado por: Stereoral (cadena de radio italiana)

Paradiso, Ámsterdam, Holanda, 25 de noviembre de 1991
- Canciones: «School», «Been a Son», «Lithium» y «Blew»
- Grabado por: VPRO (cadena de televisión y radio holandesa)

Pabellón O'Brien, Del Mar Fairgrounds, California, Estados Unidos, 28 de diciembre de 1991
- Canciones: «Drain You», «Aneurysm» y «Smells Like Teen Spirit»
- Grabado por: Westwood One (cadena de televisión)
- Mezclado por: Andy Wallace

Reading Festival, Reading, Inglaterra, 30 de agosto de 1992
- Canción: «tourette's»
- Grabado por: Fujisankei Communications International Inc.

Civic Center, Springfield, Massachusetts, Estados Unidos, 10 de noviembre de 1993
- Canción: «Sliver»
- Grabado por: Craig Overbay

Muelle 48, Seattle, Washington, Estados Unidos, 13 de diciembre de 1993
- Canción: «Scentless Apprentice»
- Grabado por: Scott Litt para el programa 'MTV Live and Loud'
- Mezclado por: Andy Wallace

Great Western Forum, Los Ángeles, California, 30 de diciembre de 1993
- Canción: «Heart-Shaped Box»
- Grabado por: Craig Overbay

Seattle Center Arena, Washington, Estados Unidos, 5 de enero de 1994
- Canción: «Milk It»
- Grabado por: Craig Overbay
- Mezclado por: Andy Wallace